# Stare Kosiny
Stare [pronunciación en polaco: /ˈstarɛ kɔˈɕinɨ/] es una aldea ubicada en el distrito administrativo de Gmina Wiśniewo, dentro del condado de Mława, Voivodato de Mazovia, en el centro-este de Polonia.
Se encuentra a unos 12 kilómetros al sur de Mława y a 101 kilómetros al noroeste de Varsovia.